# Râul Durăoaș
Râul Durăoaș este un curs de apă, afluent al râului Schitu

## Hărți
- Harta Munții Ceahlău  Arhivat în 28 iunie 2008, la Wayback Machine.